# Comissão da Verdade para El Salvador
A Comissão da Verdade para El Salvador (em castelhano:  Comisión de la Verdad para El Salvador) foi uma comissão da verdade de justiça restaurativa aprovada pelas Nações Unidas para investigar as graves transgressões que ocorreram durante os doze anos de guerra civil no país. Estima-se que 1,4% da população salvadorenha foi morta durante a guerra. A comissão funcionou de julho de 1992 até março de 1993, quando suas descobertas foram publicadas no relatório final, From Madness to Hope. O período de oito meses ouviu mais de 2.000 depoimentos de testemunhas e compilou informações de 20.000 depoimentos adicionais.
Em dezembro de 1991, começaram as negociações preliminares entre o governo salvadorenho e a milícia guerrilheira de esquerda, a Frente Farabundo Martí de Libertação Nacional (FMLN), com o secretário-geral da ONU, Javier Pérez de Cuéllar, supervisionando as negociações. O acordo foi finalizado e assinado por ambas as partes em 16 de janeiro de 1992, no que é conhecido como Acordos de Paz de Chapultepec.
Javier Pérez de Cuéllar nomeou três comissários principais, com o acordo tanto do governo salvadorenho quanto da FMLN, para chefiar a investigação. Diferentemente das iniciativas anteriores de justiça restaurativa, a comissão salvadorenha era composta inteiramente por comissários internacionais.